# Patrik Berger
Patrik Berger (n. Praga, República Checa, 10 de noviembre de 1973) es un exfutbolista checo que jugaba de mediapunta. Fue internacional con la selección de Checoslovaquia y con la selección de República Checa, donde jugó casi todos sus partidos internacionales y consiguió un subcampeonato en la Eurocopa 1996 celebrada en Inglaterra.
El primer equipo para el que jugó fue el Slavia Praga. Su último equipo fue el Sparta de Praga, tras varios años jugando en la Premier League.
En enero de 2010 anunció su retirada del fútbol profesional, debido a una lesión de rodilla.

## Trayectoria
Sus comienzos como futbolista fueron en el Slavia Praga. Sus buenas actuaciones llamaron la atención del Borussia Dortmund, aunque sólo estuvo una campaña en el club alemán, la temporada 1995/1996, de la que su equipo fue campeón.
En 1996 fichó por el Liverpool, club en el que destacaría realmente y con el que consiguió ganar varios títulos, incluyendo dos trofeos europeos, la Copa de la UEFA 2001 y la Supercopa de Europa de ese mismo año. También coincidió allí durante algunas temporadas con dos compatriotas suyos, Vladimír Šmicer y Milan Baroš. Se mantuvo con los Reds hasta 2003, pero su nivel en las últimas campañas ya no fue el mismo. Ese año fichó por el Portsmouth, donde jugó 2 temporadas en las que su nivel continuó decreciendo.
En 2005 fichó por el Aston Villa, pero su juego no mejoró, debido también a las lesiones. Jugó cedido en el Stoke City a mediados de la 2.º temporada con los Villanos, y regresaría de nuevo a este equipo para la temporada siguiente, pero en el verano de 2008 decidió volver a su país natal y acabar fichando por el que sería su último club, el Sparta Praga. Atrás quedaban 12 años en la Premier League donde sólo tuvo éxito en sus primeras temporadas con el Liverpool.
De nuevo en la Liga Checa, desplegó un juego aceptable en su primera temporada en el Sparta, pero una lesión importante de rodilla que no llegó a superar, acabó con su carrera a comienzos de 2010.
En enero de ese año anunció su retirada de los campos debido a esa lesión.

## Selección nacional
Ha sido internacional con la selección de fútbol de la República Checa, con la que ha jugado 42 partidos internacionales y ha anotado 18 goles. También jugó 2 partidos más con la extinta selección de Checoslovaquia, antes de la división del país.
Formó parte de una gran generación de futbolistas checos, junto a Pavel Nedvěd, Karel Poborský y Vladimír Šmicer, entre otros, que llevaron a su selección a la final de la Eurocopa 1996 celebrada en Inglaterra. Además, fue el héroe en dicha final adelantando a su equipo con un gol de penalti frente a Alemania, aunque finalmente ésta acabaría remontando el partido y derrotando a los checos por 2 a 1, gracias al gol de oro marcado por Oliver Bierhoff.
También participó en la Eurocopa 2000 de Bélgica y Países Bajos, a pesar de estar sancionado los 2 primeros partidos debido a una expulsión en el último partido de la fase clasificatoria contra las Islas Feroe.
Abandonó la selección en 2001.

## Clubes
| Club              | País            | Año       |
| ----------------- | --------------- | --------- |
| Slavia de Praga   | República Checa | 1991-1995 |
| Borussia Dortmund | Alemania        | 1995-1996 |
| Liverpool FC      | Inglaterra      | 1996-2003 |
| Portsmouth FC     | Inglaterra      | 2003-2005 |
| Aston Villa       | Inglaterra      | 2005-2007 |
| Stoke City        | Inglaterra      | 2006-2007 |
| Aston Villa       | Inglaterra      | 2007-2008 |
| Sparta de Praga   | República Checa | 2008-2010 |

## Palmarés

### Campeonatos nacionales
| Título                  | Club              | País            | Año  |
| ----------------------- | ----------------- | --------------- | ---- |
| Supercopa de Alemania   | Borussia Dortmund | Alemania        | 1995 |
| Bundesliga              | Borussia Dortmund | Alemania        | 1996 |
| Copa FA                 | Liverpool FC      | Inglaterra      | 2001 |
| Copa de la Liga Inglesa | Liverpool FC      | Inglaterra      | 2001 |
| Community Shield        | Liverpool FC      | Inglaterra      | 2001 |
| Copa de la Liga Inglesa | Liverpool FC      | Inglaterra      | 2003 |
| Gambrinus Liga          | Sparta de Praga   | República Checa | 2010 |

### Copas internacionales
| Título              | Club         | País       | Año  |
| ------------------- | ------------ | ---------- | ---- |
| Copa UEFA           | Liverpool FC | Inglaterra | 2001 |
| Supercopa de Europa | Liverpool FC | Inglaterra | 2001 |